# Todessehnsucht (Bridge)
Todessehnsucht is een tweetal composities van Frank Bridge. Het werk is niet oorspronkelijk van Bridge. Bridge bewerkte Bachs Komm, suesser Tod (BWV 478) eerst voor piano (H.181; 1932). Het is het enige werk van Bridge met een Duitse titel en het klinkt in vergelijking met diens andere muziek relatief serieus. Het tempo is daarbij Lento e sostenuto – poco piu andante ma sostenuto – largamente.
Het werk kwam tot stand op aandringen van de Oxford University Press, die een boekwerk met Bachtranscripties wilde uitgegeven. De initiatiefnemer daarvan was pianiste Henriet Cohen. Zij voerde het werk dan ook uit tijdens het 'A Bach Book for Henriet Cohen-concert op 17 oktober 1932 in Queen's Hall. Andere leveranciers waren onder meer Ralph Vaughan Williams, Herbert Howells en Arnold Bax.
In 1936 herarrangeerde hij zijn arrangement tot een compositie voor strijkorkest (H.181a).
Leopold Stokowski maakte later ook een bewerking van Bachs werk.

## Orkestratie
In tegenstelling tot veel composities voor strijkorkest is het aantal musici strikt voorgeschreven, maar in de moderne tijd past men het vaak aan aan de orkestsituatie:
- 12 violen, 12 altviolen, 12 celli en ten minste 4 contrabassen

## Discografie
- Uitgave Hyperion: Jonathan Plowright, pianoversie
- Uitgave Chandos: BBC National Orchestra of Wales o.l.v. Richard Hickox, een opname uit 2003, versie strijkorkest